# El Boquerón, Veracruz
El Boquerón är en ort i Mexiko.   Den ligger i kommunen Banderilla och delstaten Veracruz, i den sydöstra delen av landet, 230 km öster om huvudstaden Mexico City. El Boquerón ligger 1 565 meter över havet och antalet invånare är 123.
Terrängen runt El Boquerón är lite bergig, och sluttar österut. Runt El Boquerón är det ganska tätbefolkat, med 172 invånare per kvadratkilometer. Närmaste större samhälle är Xalapa, 8,3 km sydost om El Boquerón. Omgivningarna runt El Boquerón är en mosaik av jordbruksmark och naturlig växtlighet.